# Giannīs Gounarīs
Giannīs Gounarīs (in greco: Γιάννης Γούναρης; Salonicco, 6 luglio 1952) è un allenatore di calcio ed ex calciatore greco, di ruolo difensore.

## Palmarès

### Giocatore

#### Competizioni nazionali
- Campionato greco: 2

PAOK: 1975-1976
Olympiakos: 1982-1983
- Coppa di Grecia: 2

PAOK: 1971-1972, 1973-1974